# CANPAN
CANPAN（かんぱん）とは、日本財団が提供する公益活動団体データベース。

## 概要
NPOなどの民間（民）・公益事業を行う企業（産）・大学などの学問府（学）を合わせた「民産学」に対する支援目的で行われる日本財団の事業である。法人登記していない任意団体を含む公益事業を行っている団体であれば、だれでも無料で登録でき、2015年1月時点でおよそ13万件の団体登録が公式ホームページにて確認できる。また、CANPAN FIELDSと称して「市民活動に取り組む方々の情報発信をお手伝いすること目的としたツールを提供」していると記載されており、登録によりブログサービスなども無料で受けられる。また、各種助成金のデータベースも充実しており、全国規模で申し込みできる助成金一覧情報も整備している。日本財団は「民が民を支える社会をつくるソーシャルプロジェクト」と題している。命名はCan（できる）とPanacea（万能薬）を組み合わせてとしている。

## 沿革
設立の沿革等は明示されていないものの、初回の利用規約が2005年4月1日に掲載されているために、2005年4月1日頃にサービス開始したと解される。2007年7月1日には日本財団本部ビル内に特定非営利活動法人CANPANセンターを設立した。2014年にはCANPAN参加団体の取り組みを朝日新聞が報じている。2005年から日本財団CANPAN大賞を策定し、CSR（企業の社会的責任）取り組みに熱心な団体を表彰している。